# Resnova
Resnova van der Merwe – rodzaj roślin z rodziny szparagowatych. Obejmuje 6 gatunków występujących w Południowej Afryce. 
Nazwa naukowa rodzaju pochodzi od łacińskiego zwrotu res nova (coś nowego, nie rozstrzygniętego) i nawiązuje do Nieuwe Republiek, państwa burskiego istniejącego w latach 1884–1888, w regionie którego van der Merwe odkrył większość gatunków tego rodzaju.

## Morfologia
Wieloletnie, cebulowe rośliny zielne. Liście od 1 do 3, niekiedy o falistych brzegach. Kwiaty zebrane w gęste grono, wyrastające na obłym na przekroju głąbiku. Przysadki nieobecne. Szypułki bardzo krótkie, zgięte w dół. Listki okwiatu o długości 5–9 mm, krótko zrośnięte u nasady, powyżej złożone rurkowato, jedynie wierzchołkowo lekko odgięte do tyłu, różowofioletowe, niebieskawe, różowawozielonkawe, białawe, z jedną żyłką centralną. Nitki pręcików wąskie, ułożone w dwóch okółkach. Zalążnia jajowata do  gruszkowatej, wydłużona, zielona, siedząca, z dwoma zalążkami w każdej komorze. Szyjka słupka o długości 1–2,5 mm. Liczba chromosomów 2n = 10.

## Systematyka
Pozycja systematycznaNależy do podplemienia Massoniinae, w plemieniu Hyacintheae z podrodziny Scilloideae w rodzinie szparagowatych Asparagaceae.  W niektórych ujęciach włączany w randze sekcji do rodzaju Ledebouria.
Lista gatunków
- Resnova humifusa (Baker) U.Müll.-Doblies & D.Müll.-Doblies
- Resnova lachenalioides (Baker) van der Merwe
- Resnova maxima van der Merwe
- Resnova megaphylla Hankey ex J.M.H.Shaw
- Resnova minor van der Merwe
- Resnova pilosa van der Merwe